# Calophasia stempfferi
Calophasia stempfferi är en fjärilsart som beskrevs av Charles Boursin 1926. Calophasia stempfferi ingår i släktet Calophasia och familjen nattflyn. Inga underarter finns listade i Catalogue of Life.